# Kosteletzkya madagascariensis
Kosteletzkya madagascariensis är en malvaväxtart som beskrevs av John Gilbert Baker. Kosteletzkya madagascariensis ingår i släktet Kosteletzkya och familjen malvaväxter. Inga underarter finns listade i Catalogue of Life.